# Mentuhotep (pokladník)
| mn · n · T | Htp · t | p |

| mn · n · T | Htp · t | p |

Mentuhotep byl egyptský úředník a pokladník za faraona Senusreta I. z 12. dynastie. Je jedním z nejlépe doložených úředníků střední říše.
V Karnaku je řada soch, které jej zobrazují jako písaře.
V el-Lištu měl velkou hrobku vedle pyramidy Senusreta I. Byla nalezena velmi poškozená, přesto existují zbytky vysoce kvalitních reliéfů a fragmenty soch. Pohřební komora obsahovala dva sarkofágy, jeden rozbitý a druhý naopak dobře zachovaný.

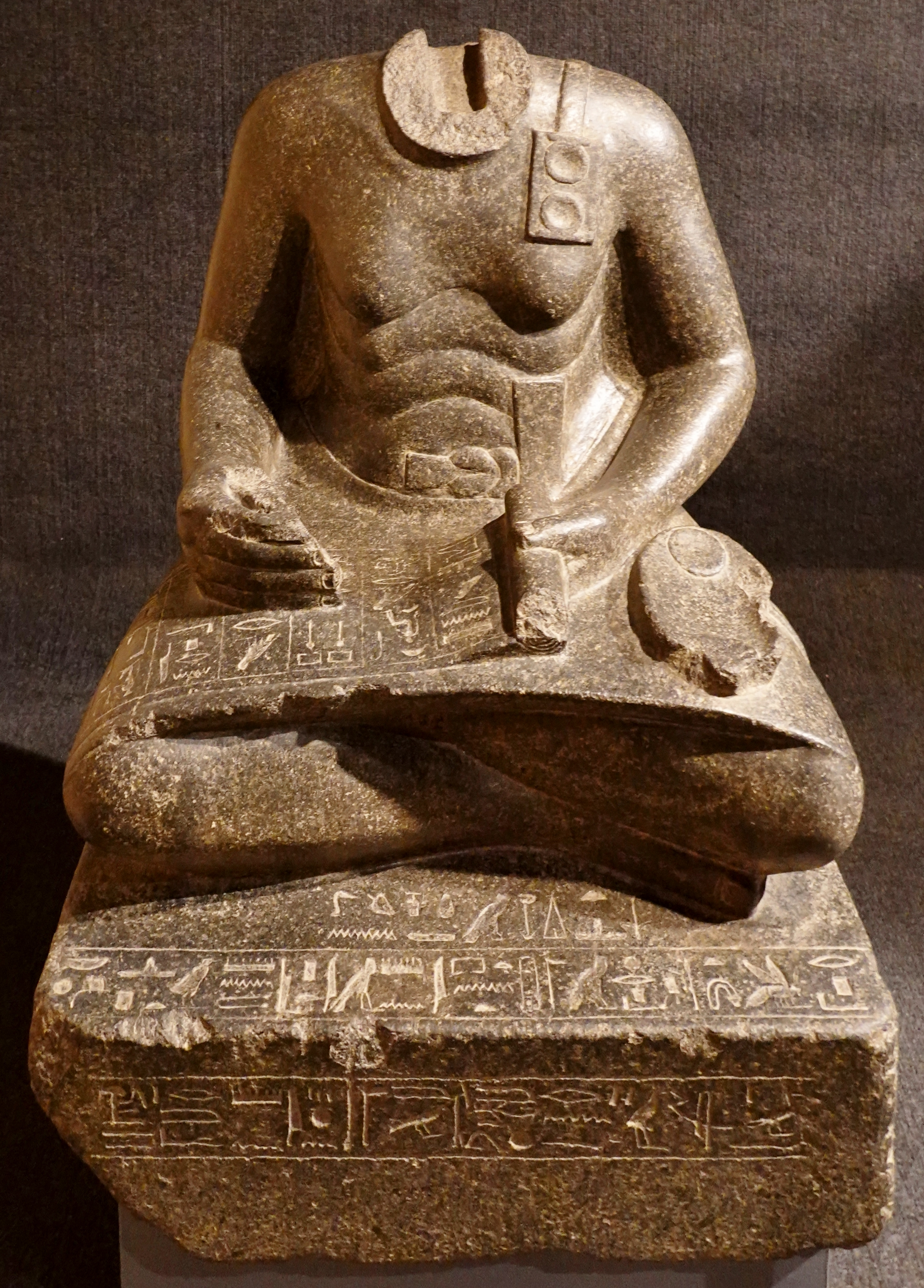
Jedna ze soch Mentuhotepa z Karnaku

V Abydu je ve jménu Mentuhotepa postavena velká stéla. Je popsána řadou úřednických titulů, včetně titulu vezír. Tento titul ale není zaznamenán v jeho hrobce, proto se diskutuje o tom, zda neměl tento titul pouze vyjadřovat úctu.